# John Gottman
John Mordecai Gottman (nascido em 26 de abril de 1942) é um pesquisador e clínico psicológico americano que fez um extenso trabalho ao longo de quatro décadas na previsão de divórcios e estabilidade conjugal. Ele também é um palestrante premiado, autor e professor emérito de psicologia. Ele é conhecido por seu trabalho sobre estabilidade conjugal e análise de relacionamentos por meio de observações científicas diretas, muitas das quais foram publicadas na literatura revisada por pares. As lições derivadas deste trabalho representam uma base parcial para o movimento de aconselhamento de relacionamento que visa melhorar o funcionamento do relacionamento e evitar os comportamentos mostrados por Gottman e outros pesquisadores para prejudicar os relacionamentos humanos. Seu trabalho também teve um grande impacto no desenvolvimento de conceitos importantes na análise de seqüências sociais. Gottman é professor emérito de psicologia na Universidade de Washington. O Dr. John Gottman e a Dra. Julie Schwartz Gottman co-fundaram e lideraram uma empresa de relacionamento e uma entidade de treinamento para terapeutas chamada The Gottman Institute.
Em 2007 Gottman foi reconhecido como um dos 10 terapeutas mais influentes do último quarto de século. "A pesquisa de Gottman mostrou que não era apenas como os casais brigavam que importava, mas como eles se compunham. Os casamentos se tornaram estáveis ao longo do tempo se os casais aprendessem a se reconciliar com sucesso após uma briga. " 

## Previsões de divórcio
Gottman desenvolveu vários modelos, escalas e fórmulas para prever a estabilidade conjugal e o divórcio em casais e concluiu sete estudos nesse campo. Estes estudos sobre casais recém-casados são bem conhecidos.
Este trabalho conclui que os quatro comportamentos negativos que mais predizem o divórcio são críticas à personalidade dos parceiros, desprezo (de uma posição de superioridade), defensividade e impedimento ou afastamento emocional da interação, geralmente devido ao sentimento de opressão pela crítica. Por outro lado, casais estáveis lidam com conflitos de maneira gentil e positiva e apoiam um ao outro.
Ele desenvolveu a Terapia de Casal do Método Gottman com base em seus resultados de pesquisa. A terapia visa aumentar o respeito, o afeto e a proximidade, romper e resolver conflitos, gerar maiores entendimentos e manter as discussões sobre conflitos calmas. O Método Gottman procura ajudar os casais a construir casamentos felizes e estáveis.
O modelo de terapia de Gottman concentra-se no processo de conflito dentro do casamento e menos no conteúdo. Sua pesquisa é longitudinal, o que significa que ele reúne dados sobre os casais ao longo de vários anos.

### Estudos
As previsões de Gottman são baseadas no vínculo conjugal percebido. Em seu estudo de 2000, Gottman conduziu entrevistas orais com 95 casais recém-casados. Os casais foram questionados sobre seu relacionamento, história mútua e filosofia em relação ao casamento. A entrevista mediu as percepções do casal sobre sua história e casamento, concentrando-se nas qualidades positivas ou negativas do relacionamento expressadas na narração da história. Em vez de pontuar o conteúdo de suas respostas, os entrevistadores usaram o sistema de codificação Oral History Interview, desenvolvido por Buehlman e Gottman em 1996, para medir as percepções dos cônjuges sobre o casamento e entre si. Portanto, a percepção dos casais foi utilizada para prever estabilidade conjugal ou divórcio. Quanto mais positivas eram suas percepções e atitudes sobre o casamento e o outro, mais estável o casamento.

#### 1992
O estudo original foi publicado por Gottman e Buehlman em 1992, no qual eles entrevistaram casais com filhos. Uma modelagem a posteriori produziu uma função discriminante que discrimina quem se divorciou com 94% de precisão. Gottman acreditava que, como a vida no início do casamento é um período de mudança e adaptação, e as percepções estão sendo formadas, ele procurou prever a estabilidade conjugal e o divórcio através das percepções dos casais durante o primeiro ano do casamento.

#### 1998
Em um estudo de 1998, Gottman desenvolveu um modelo para prever quais casais recém-casados permaneceriam casados e quais se divorciariam de quatro a seis anos depois. O modelo ajusta os dados com 90% de precisão. Outro modelo se encaixa com 81% de precisão, para o qual os casamentos sobreviveram após sete a nove anos.

#### 2000
O estudo de acompanhamento de Gottman com casais recém-casados, publicado em 2000, usou a Entrevista de História Oral para prever a estabilidade conjugal e o divórcio. O modelo de Gottman se encaixa com 87,4% de precisão na classificação de casais que se divorciam (ou não) nos primeiros cinco anos de casamento. Ele usou as percepções dos casais sobre o casamento e o outro para modelar a estabilidade ou o divórcio conjugal.

### Críticas
Gottman foi criticado por descrever este trabalho como uma previsão precisa do divórcio, quando geralmente esse trabalho envolve simplesmente ajustar modelos estatísticos a um conjunto de dados, não fazendo previsões sobre eventos no futuro.
Um artigo de 2001 do professor da Universidade de Nova York Richard E. Heyman, "O risco de prever o divórcio sem validação cruzada"  analisa 15 modelos de previsão de divórcio e questiona sua validade.
1. Ao analisar um determinado conjunto de dados, é possível ajustar o modelo aos dados, o que funcionará extremamente bem para esse conjunto de dados, mas não funcionará quando testado em dados novos.
2. A previsão de noventa por cento pode realmente significar muito menos quando se considera falsos positivos e as baixas taxas básicas de divórcio.

"O excesso de ajuste pode causar uma superinflação extrema dos poderes preditivos, especialmente quando grupos extremos superamostrados e pequenas amostras são usadas, como foi o caso de Gottman et al. (1998; n = 60 casais para as análises de previsão) e quase todas as outras previsões de divórcio. estudos ... estudos publicados que encontram resultados preditivos iniciais extraordinários podem nos ajudar a melhorar modelos de risco, identificando fatores de risco importantes. No entanto, a disseminação dos resultados do "poder preditivo" na mídia popular deve aguardar dados de suporte sobre sensibilidade, especificidade e valor preditivo quando a equação preditiva for aplicada a amostras independentes. Ao reconhecer o valor e as limitações dos estudos preditivos, os profissionais e o público serão atendidos melhor. " 
Heyman mostra seus pontos de vista criando um modelo de previsão de divórcio com um conjunto de dados e mostrando sua baixa validade quando as considerações acima são testadas. Gottman nunca publicou uma resposta a esta crítica.
A jornalista Laurie Abraham também contestou o poder de previsão do método de Gottman. Abraham escreve: "O que Gottman fez não foi realmente uma previsão do futuro, mas uma fórmula criada após os resultados dos casais já serem conhecidos. Isso não quer dizer que o desenvolvimento de tais fórmulas não seja um primeiro passo valioso - de fato, crítico - para poder fazer uma previsão. O próximo passo, no entanto - um absolutamente exigido pelo método científico - é aplicar sua equação a uma nova amostra para ver se ela realmente funciona. Isso é especialmente necessário com pequenas fatias de dados (como 57 casais), porque os padrões que parecem importantes têm mais probabilidade de serem meros truques. Mas Gottman nunca fez isso. "  O Gottman Relationship Institute afirma que seis dos sete estudos de Gottman foram adequadamente preditivos, por uma definição não-padrão de previsão, na qual tudo o que é necessário é que variáveis preditivas, mas não sua relação específica com o resultado, foram selecionadas com antecedência.
No entanto, o artigo de Gottman em 2002 não reivindica a precisão em termos de classificação binária e, em vez disso, é uma análise de regressão de um modelo de dois fatores em que os níveis de condutância da pele e codificação das narrativas da história oral são as únicas duas variáveis estatisticamente significativas. As expressões faciais usando o esquema de codificação de Ekman não foram estatisticamente significativas.

## Estudos independentes testando os cursos de casamento de Gottman

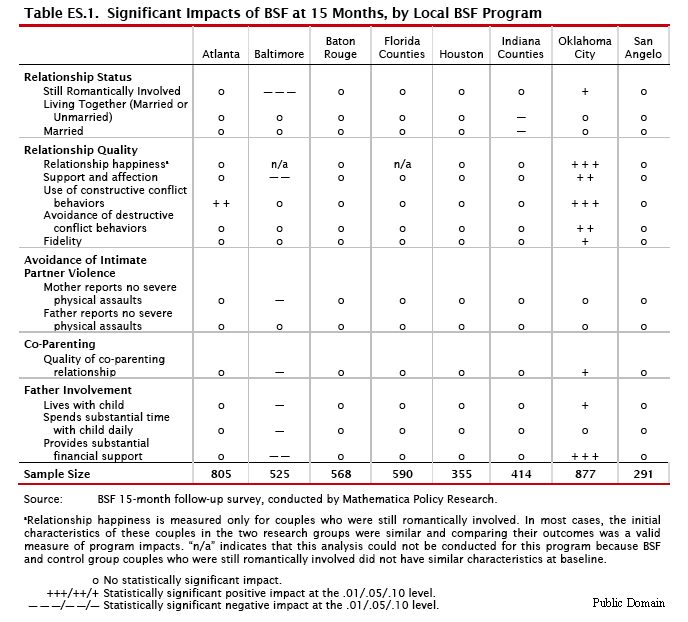
Relatório de impacto de 15 meses da BSF

Pesquisas independentes sobre o impacto dos programas de fortalecimento do casamento de Gottman para o público em geral questionaram ainda mais os programas de educação de casais de Gottman.
A maior avaliação independente de um currículo de educação para o casamento desenvolvido por Gottman foi conduzida pela Mathematica Policy Research  em nove locais em cinco estados. O estudo foi intitulado "Casais amorosos, filhos amorosos"  Este foi um estudo de vários anos do Programa Construindo Famílias Fortes, financiado pelo governo, contratado pelo Departamento de Saúde e Serviços Humanos dos EUA, Administração para Crianças e Famílias. O grupo de estudo incluiu casais de baixa renda e solteiros.
Um relatório de impacto divulgado pelo Escritório de Planejamento de Pesquisa e Avaliação  mostrou que a intervenção não teve impacto positivo e, em um caso, "teve efeitos negativos no relacionamento dos casais".

### Projeto de Apoio ao Casamento Saudável
Um estudo em andamento realizado pela Manpower Development Research Corporation (MDRC), conhecido como Projeto de Apoio ao Casamento Saudável (SHM), está avaliando o programa "Casais amorosos, filhos amorosos" de Gottman entre casais de baixa renda. O estudo de atribuição aleatória, plurianual, é financiado pelo Departamento de Saúde e Serviços Humanos dos EUA, Administração para Crianças e Famílias. Em um estudo de impacto inicial sobre a eficácia de "programas de educação para relacionamentos baseados em habilidades, projetados para ajudar casais de baixa renda a fortalecer seus relacionamentos e, por sua vez, apoiar ambientes domésticos mais estáveis e acolhedores e resultados mais positivos para os pais e seus filhos., "MDRC relatou  " No geral, o programa mostrou alguns pequenos efeitos positivos, sem indicações claras (ainda sem provas negativas claras) para melhorar as chances de permanecerem juntos após 12 meses. "
O programa ainda está em andamento.

### Matthews, Wickrama e Conger
Um estudo publicado por Matthews, Wickrama e Conger em 1996, com base nas percepções dos casais, mostrou que a hostilidade conjugal, sem calor, previa com 80% de precisão que os casais se divorciam ou não dentro de um ano.

## Relações e efeitos
Em várias análises, Gottman mostrou uma infinidade de relações e efeitos no casamento e no divórcio, alguns em publicações revisadas por pares, enquanto muitos outros aparecem nos livros de Gottman. Entre esses estão
- Os elementos físicos no conflito conjugal (isto é, os efeitos físicos são centrais para a incapacidade de pensar etc. em situações de conflito) para os quais ele aconselha um período de esfriamento de 20 minutos ou relaxamento físico.[22]
- Os efeitos de "lances para conexão". Esse é o menor lance que as pessoas fazem para se conectar e como o outro reage. Por exemplo, casais felizes têm muito mais "ofertas de conexão" quando juntos, e muito mais "voltam-se para" a resposta, e muito, muito menos "afastam-se" - a reação mais negativa. O livro dedicado a esse elemento é "A cura do relacionamento".
- O conceito de "confiança", definido por Gottman como tendo o apoio dos outros.[23]
- O efeito neutro fornece uma saída para as interações negativas, pois a maioria das interações não transita diretamente de negativa para positiva. O grau de afeto neutro é frequentemente negligenciado como um preditor do sucesso do relacionamento devido ao fato de que o afeto neutro é simplesmente neutro.
- A dinâmica de causar divórcio a curto prazo é diferente daquela que causa o divórcio mais tarde. O divórcio precoce é caracterizado pelos "quatro cavaleiros" dos maus combates, enquanto o divórcio posterior é caracterizado por um menor efeito positivo nos estágios iniciais do relacionamento.
- A raiva não é de todo ruim para os relacionamentos. Casais felizes ficam tão bravos quanto casais infelizes. Parece que a forma como as pessoas reagem à raiva e o quanto elas são destrutivas é o fator crucial, e não a frequência de raiva ou brigas. Gottman até diz que a raiva é funcional no casamento.
- 69% dos casais felizes ainda têm * os mesmos * conflitos não resolvidos após 10 anos, mas continuam felizes porque não ficam presos no conflito e conseguem contorná-lo.[24]

### Desprezo e casamento
O modelo de dissolução relacional em cascata de Gottman  afirma que existem quatro reações emocionais principais que são destrutivas e, portanto, são os quatro preditores de um divórcio: críticas, defensividade, impedimento e desprezo. Entre esses quatro, Gottman considera o desprezo o mais importante de todos.

### Sete Princípios
Em seu livro Os Sete Princípios para Fazer o Casamento Funcionar, (seu livro mais popular) Gottman discute comportamentos que ele observou em casamentos bem-sucedidos e prejudiciais ao casamento, com base em sua pesquisa realizada em seu laboratório em Seattle, Washington. Ele descreveu sete princípios que reforçarão os aspectos positivos de um relacionamento e ajudarão os casamentos a resistir durante os momentos difíceis.

## Soluções práticas
Aqui está uma lista parcial de métodos e práticas desenvolvidos por Gottman para casamento e criação de filhos:

### Educação terapeuta
O Instituto Gottman certifica novos terapeutas regularmente. Três níveis de treinamento profissional geralmente são oferecidos por meio de seminários intensivos de dois dias ou de estudo em casa ou on-line para treinar terapeutas na terapia de casais pelo método Gottman:
- Aprenda a integrar métodos baseados em pesquisa e inspire transformação no seu trabalho com casais.
- Identifique os padrões de comunicação, a base de amizade e a dinâmica de gerenciamento de conflitos que caracterizam relacionamentos íntimos duradouros.
- Descubra um roteiro para ajudar os casais a administrar compassivamente seus conflitos, aprofundar sua amizade e intimidade e compartilhar seus objetivos e sonhos de vida.

### Oficina pré-natal
Bringing Baby Home é um seminário de dois dias para ajudar a preparar os futuros pais para um novo bebê, usando 18 exercícios e outros truques. Em um artigo revisado por pares, Gottman mostra que, para um experimento controlado aleatoriamente (mas não cego), os casais que participaram do workshop foram tremendamente melhor posteriormente, da seguinte forma: Sem o workshop, 70% dos casais apresentaram menor satisfação conjugal em relação ao antes do nascimento (um achado comum); 58% das mães apresentaram alguns sintomas de depressão após o parto. Para as mães que participaram da oficina, apenas 22% das mães apresentaram sintomas depressivos.

### Livros de auto-ajuda
Gottman é autor e co-autor de vários livros para uma audiência geral sobre melhoria do casamento, etc., criando filhos emocionalmente inteligentes e sobre como levar um novo bebê para casa sem prejudicar o relacionamento.

## Vida pessoal
John Gottman nasceu na República Dominicana de pais judeus ortodoxos. Seu pai era um rabino em Viena antes da Segunda Guerra Mundial. John foi educado em uma escola primária de yeshiva de Lubavitch, no Brooklyn, e observa kosher e o sábado.
Há mais de três décadas, ele casou-se com Julie Gottman e Schwartz, uma psicoterapeuta. Seus dois casamentos anteriores haviam terminado em divórcio.
O casal atualmente vive no estado de Washington.

## Prêmios e honras
Gottman recebeu quatro prêmios do Instituto Nacional de Pesquisa em Saúde Mental, o Prêmio Cientista de Pesquisa Distinta da Associação Americana de Casamento e Terapia de Família, o Prêmio Academia Americana de Terapia de Família  de Colaborador Mais Distinto da Pesquisa de Sistemas Familiares, o American Psychological Divisão de Associação de Psicologia da Família, Citação Presidencial para Contribuição Extraordinária em Pesquisa ao Longo da Vida e Conselho Nacional de Relações Familiares, 1994 Burgess Award por Excelente Carreira em Teoria e Pesquisa.

## Trabalho
Gottman publicou mais de 190 artigos e é o autor ou co-autor de 40 livros, notadamente:
- Nan Silver; Gottman, John (1994). Why Marriages Succeed or Fail: What You Can Learn from the Breakthrough Research to Make Your Marriage Last. Simon & Schuster. New York: [s.n.] ISBN 978-0-671-86748-5
- Joan Declaire; Gottman, John (1997). The Heart of Parenting: How to Raise an Emotionally Intelligent Child. Simon & Schuster. New York: [s.n.] ISBN 978-0-684-80130-8
- The Marriage Clinic (W.W. Norton, 1999), W W Norton page
- Nan Silver; Gottman, John (1999). The Seven Principles for Making Marriage Work. Three Rivers Press. New York: [s.n.] ISBN 978-0-609-80579-4 – a New York Times bestseller
- Gottman, John; Joan Declaire (2001). The Relationship Cure: A Five-Step Guide for Building Better Connections with Family, Friends, and Lovers. Crown Publishers. New York: [s.n.] ISBN 978-0-609-60809-8
- Anne Gartlan; Julie Schwartz Gottman; Joan Declaire (2006). Ten Lessons to Transform Your Marriage: America's Love Lab Experts Share Their Strategies for Strengthening Your Relationship. Random House Audio. [S.l.: s.n.] ISBN 978-0-7393-3237-5
- Julie Schwartz Gottman; Gottman, John (2008). And Baby Makes Three: The Six-Step Plan for Preserving Marital Intimacy and Rekindling Romance After Baby Arrives. Three Rivers Press. New York: [s.n.] ISBN 978-1-4000-9738-8
- Gottman, John (2011). The Science of Trust: Emotional Attunement for Couples. W. W. Norton & Company. New York: [s.n.] ISBN 978-0-393-70595-9
- Gottman, John; Silver, Nan (2012). What Makes Love Last. Simon & Schuster. New York: [s.n.] ISBN 978-1451608489
- Gottman, John; Gottman, Julie Schwartz (2015). 10 Principles for Doing Effective Couples Therapy. New York: W.W. Norton & Company. ISBN 978-0393708356ISBN 978-0393708356
- Gottman, John; Gottman, Julie Schwartz; Abrams, Douglas; Abrams, Rachel Carlton (2016). The Man's Guide to Women. Rodale. New York: [s.n.] ISBN 978-1-62336-184-6
- Gottman, John; Gottman, Julie Schwartz (2018). The Science of Couples and Family Therapy: Behind the Scenes at the "Love Lab". W.W. Norton & Company. New York: [s.n.] ISBN 978-0393712742